# Juhlin-Dannfelt
Juhlin-Dannfelt är ett efternamn knutet till en svensk släkt. Den 31 december 2013 var 41 personer med detta namn bosatta i Sverige.

## Personer med namnet
- Brita Juhlin–Dannfelt (1889-1968), journalist och politiker
- Carl Juhlin-Dannfelt (1823–1904), svensk agronom
- Carl Juhlin-Dannfelt (1880–1965), svensk jurist och politiker
- Carl Juhlin-Dannfelt (1904–1951), svensk läkare (1823-1904)
- Curt Juhlin-Dannfelt (1888-1968), militär
- Georg Juhlin-Dannfelt (1850-1933), militär
- Herman Juhlin-Dannfelt (1852-1937), agronom, professor  och politiker
- Matts Juhlin-Dannfelt (1859-1897), militär, Kongofarare

## Släktträd i urval
- Carl von Dannfelt (1773-1841), överste
- Carl Juhlin-Dannfelt (1823-1904), agronom[2]
  - Georg Juhlin-Dannfelt (1850-1933), överste[3]
    - Carl Juhlin-Dannfelt (1880-1965), borgarråd - gift med journalisten och politikern Brita Juhlin–Dannfelt (1889–1968)
    - Curt Juhlin-Dannfelt (1888-1968), generalmajor

  - Herman Juhlin-Dannfelt (1852-1937), agronom
    - Carl Juhlin-Dannfelt (1904–1951), läkare

  - Matts Juhlin-Dannfelt (1859-1897), militär